# Parque nacional de Fazao Malfakassa
El Parque nacional de Fazao Malfakassa (en francés: parc national de Fazao-Malfakassa) es el parque nacional más grande en el país africano de Togo. Se encuentra entre la región de Kara y  la Central (Centrale) en el humedal semimontañoso. El parque tiene un paisaje espectacular con colinas rocosas y hermosas cascadas.
Se divide en dos partes, el Bosque Classée Du Fazao que contiene la mayor parte de la biodiversidad del bosque y regiones semihúmedas y la Zona de Chasse Malfakassa, donde los visitantes van de excursión en las colinas rocosas.
El sitio está siendo considerada para su inclusión en la lista del patrimonio mundial de sitios con "valor universal excepcional" para el mundo. Este sitio fue añadido a la "lista indicativa" del Patrimonio Mundial de la UNESCO el 8 de enero de 2002 en la categoría natural mixta (+ Cultural).